# Imaginaerum
Imaginaerum är det sjunde studioalbumet från Nightwish. Imaginaerum är ett konceptalbum. En film med samma namn släpptes 2012; den bygger på albumets 13 låtar, och handlar om en gammal kompositör som ligger på sin dödsbädd och minns sin ungdom. Albumet släpptes den 30 november 2011 i Finland, den 2 december 2011 i Europa och den 12 januari 2012 i USA. Albumet och filmen hette från början Imaginarium men namnet ändrades den 31 augusti 2011 till Imaginaerum för att inte albumet och filmen skulle blandas ihop med andra verk med namnet Imaginarium.

## Låtlista
1. Taikatalvi (Tuomas Holopainen)
2. Storytime (Tuomas Holopainen)
3. Ghost River (Tuomas Holopainen)
4. Slow, Love, Slow (Toumas Holopainen)
5. I Want My Tears Back (Tuomas Holopainen)
6. Scaretale (Tuomas Holopainen)
7. Arabesque (Tuomas Holopainen)
8. Turn Loose The Mermaids (Tuomas Holopainen)
9. Rest Calm (Tuomas Holopainen)
10. The Crow, The Owl & The Dove (Marco Hietala & Tuomas Holopainen)
11. Last Ride Of The Day (Tuomas Holopainen)
12. Song Of Myself (Tuomas Holopainen)
13. Imaginaerum (Tuomas Holopainen)

## Singlar
- Storytime (Släpptes den 11 november 2011)
- The Crow, The Owl & The Dove (Släpps den 29 februari 2012)